# Римська кільцева автострада
Римська кільцева автострада також Автострада А90 (англ. Grande Raccordo Anulare) GRA — це безкоштовна кільцева дорога протяжністю 68,2 км довжиною орбітальна автострада, яка оточує Рим. Вона є однією з найважливіших доріг у Римі, і трафік досягає 160 000 автомобілів на день станом на 2011 рік.
Дорога має 14 тунелів довжиною від 66 метрів тунелю Парко ді Вейо II до 1150 метрів тунелю Аппія Антика, а також вісім зон відпочинку. Вона має 42 перехрестя, з Аврелієвою дорогою під номером 1, а решта йдуть за годинниковою стрілкою.
Автострада завжди була безкоштовною. Проте планується запровадити плату за в'їзд транспорту на ГРА з автошляхів. Витрати на технічне обслуговування становлять близько 11 мільйонів € на рік.
Його абревіатуру було дано на честь одного з головних проєктувальників і прихильників, Еудженіо Гра, голови ANAS, Управління доріг Італії, під час будівництва. Офіційний номер серед італійських автомагістралей — A90, але римляни широко відомі як Il Raccordo («Перехрестя»).

## Історія

Розташування в Італії

Плани будівництва кільцевої дороги навколо Риму були запропоновані наприкінці Другої світової війни. Однією з головних цілей проєктувальників було побудувати дорогу якомога на рівній відстані від географічного центру міста, Кампідольо, 11,4 км подалі від автостради.
Будівельні роботи розпочато в 1948 році. Перша ділянка, від Фламінії до Тібуртіни (ділянка з півночі на схід), була відкрита в 1952 році, пізніше її поетапно розширювали. Останньою відкритою секцією була ділянка із заходу на північ (Аурелія — Фламінія) у 1970 році.
Попри те, що римська кільцева автострада спочатку планувалась і будувалася як дорога з однією проїзною смугою, незабаром стало зрозуміло, що трафік зростає значно вище очікувань. Роботи з оновлення до стандартів автомагістралі розпочалися наприкінці 1950-х років, коли перша ділянка дороги з подвійною проїзною дорогою та чотирма смугами (від Саларії до Тусколани) була відкрита у 1962 році. Подальші роботи велися протягом 1970-х років, і до 1979 року решту ділянок було модернізовано до чотирьох смуг, а все кільце класифіковано як безкоштовне шосе.

## Майбутнє розширення
Було припущено, що друге кільце може бути побудовано в майбутньому, по-перше, як спроба зменшити затори на старому кільці, а по-друге, щоб запропонувати доступ до ряду нових промислових, комерційних і житлових зон, побудованих навколо нього. Такий проєкт передбачав би нову зовнішню кільцеву магістраль протяжністю близько 120 км, що позначається NIA (Nuova infrastruttura anulare, «Нова кільцева інфраструктура»), яка коштуватиме понад 5 мільярдів євро.

## У масовій культурі
Дорога була темою документального фільму 2013 року «Священна римська кільцева», який отримав Золотого лева на 70-му Венеціанському міжнародному кінофестивалі.